# Lokalizacja dźwięku
Lokalizacja dźwięku – czynność, polegająca na określaniu położenia źródła dźwięku  w przestrzeni oraz jego odległości od słuchacza. Fakt posiadania pary uszu umożliwia np. człowiekowi lokalizację źródła dźwięku (por. widzenie stereoskopowe – binokularne). Lokalizacja jest dokonywana przez mózg na podstawie analizy głośności dźwięku docierającego do każdego ucha i porównanie obu sygnałów. Kierunek jest określany na podstawie różnic głośności, czyli odległości oraz czasu docierania dźwięku do jednego i do drugiego ucha. Miejsce (odległość do źródła dźwięku) może być rozpoznane tylko wówczas, gdy jest to dźwięk o znanej głośności, np. klakson samochodu, wołanie innego człowieka oraz bliskości źródła dźwięku. 

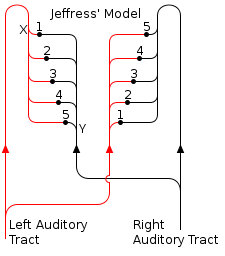
Model ITD (ang. interaural time difference) Lloyda A. Jeffressa

Lokalizacja źródła dźwięku jest możliwa również na podstawie czasu, jaki upływa od chwili odebrania bodźca przez każde z uszu ssaków i ptaków, często korzystających ze słuchu w czasie polowania lub porozumiewania się (głos kontaktowy, np. słuch i głosy płomykówki zwyczajnej). Model Loyda A. Jeffressa (nazywany ITD od interaural time difference) został opublikowany w połowie XX w. Dominował w psychoakustyce przez wiele lat. Wyniki późniejszych badań sugerują, że mechanizm kodowania sygnałów dźwiękowych może być różny u ptaków i ssaków.
Niesymetryczne zaburzenia słuchu powodują zaburzenia w rozpoznawaniu kierunku, z którego dobiega dźwięk. 
Techniczna metoda lokalizacji źródła dźwięku oparta jest na tej samej zasadzie. Jednak możliwość zastosowania większej odległości między odbiornikami i elektroniczna analiza rejestrowanych sygnałów umożliwia bardzo precyzyjną lokalizację. Technikę tę stosuje się m.in. w wojsku do namierzania dział przeciwnika.